# Louis-Jean Guénebault
Louis-Jean Guénebault, né à Paris le 12 février 1789  et mort à Paris 6e le 21 février 1878, est un archéologue français, membre résidant de la Société nationale des Antiquaires de France de 1838 à 1839, date à laquelle il démissionne. 
Il fait don de sa collection d'estampes à la Bibliothèque Sainte-Geneviève en 1874.